# Кертистаун
Кертистаун (енгл. Kurtistown) насељено је место за статистичке потребе у америчкој савезној држави Хаваји. По попису становништва из 2010. у њему је живело 1.298 становника.

## Демографија
Према попису становништва из 2010. у граду је живело 1.298 становника, што је 141 (12,2%) становника више него 2000. године.
| Група             | 2000.       | 2010.       |
| Белци             | 196 (16,9%) | 226 (17,4%) |
| Афроамериканци    | 6 (0,5%)    | 3 (0,2%)    |
| Азијати           | 472 (40,8%) | 465 (35,8%) |
| Хиспаноамериканци | 101 (8,7%)  | 130 (10,0%) |
| Укупно            | 1.157       | 1.298       |